# Compagnie royale des Philippines

La Junte des Philippines, huile sur toile de grand format réalisée par Francisco de Goya en 1815 (Musée Goya, Castres, France).

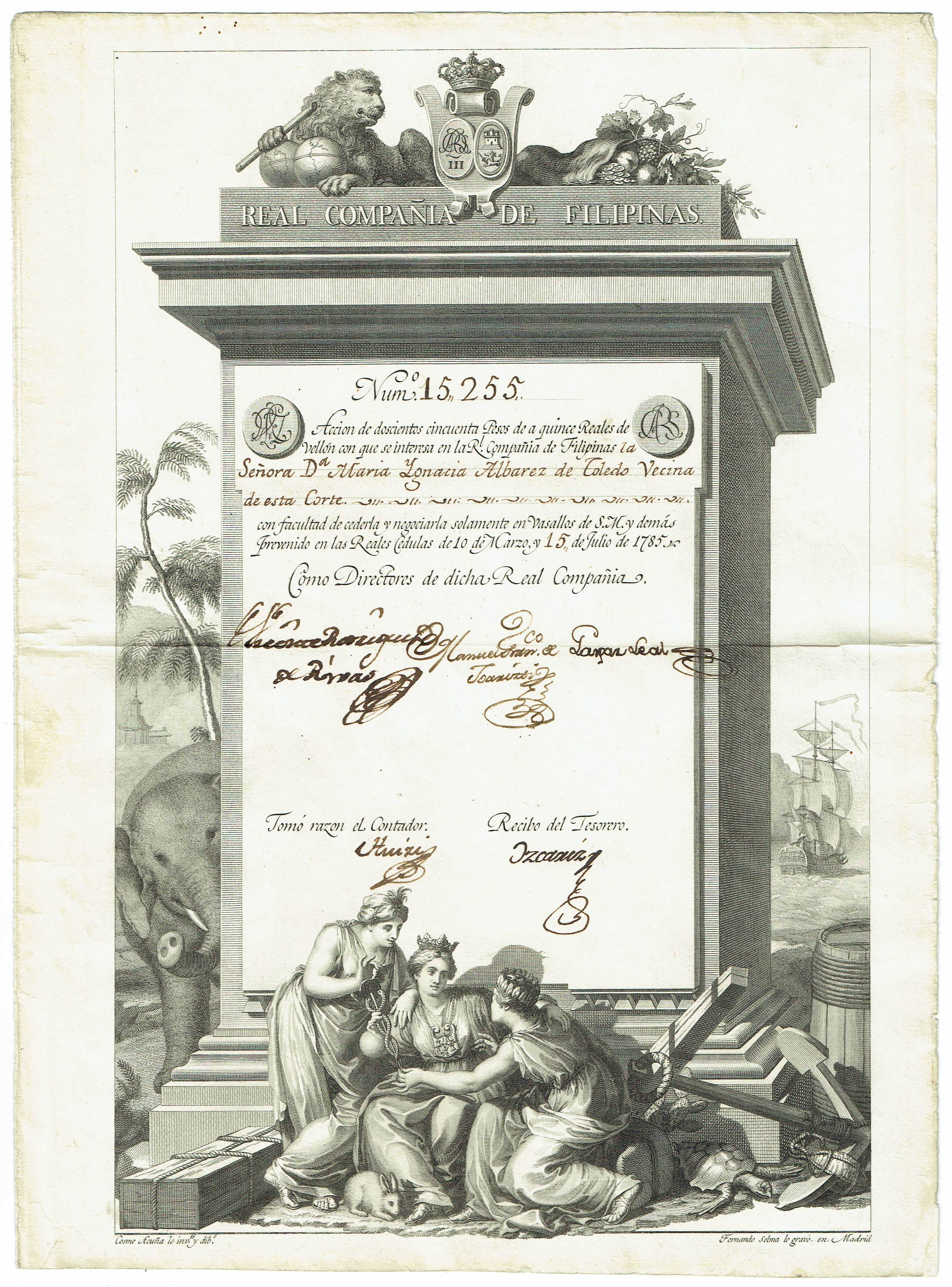
Action de la Real Compañia de Filipinas (Compagnie royale des Philippines) en date du 15 juillet 1785

La Compagnie royale des Philippines (en espagnol : Real Compañía de Filipinas est une compagnie à charte du siècle des Lumières créée à la fin du XVIIIe siècle par le roi Charles III d'Espagne pour promouvoir le commerce direct entre les Philippines (colonie de l'Empire espagnol) et la métropole.
La compagnie, forte d'un décret royal, impose son monopole sur l'archipel et tout le commerce environnant. Enrichissant l'Espagne dans un premier temps, elle finit par s'affaiblir pour disparaître dans les années 1830.

## Histoire

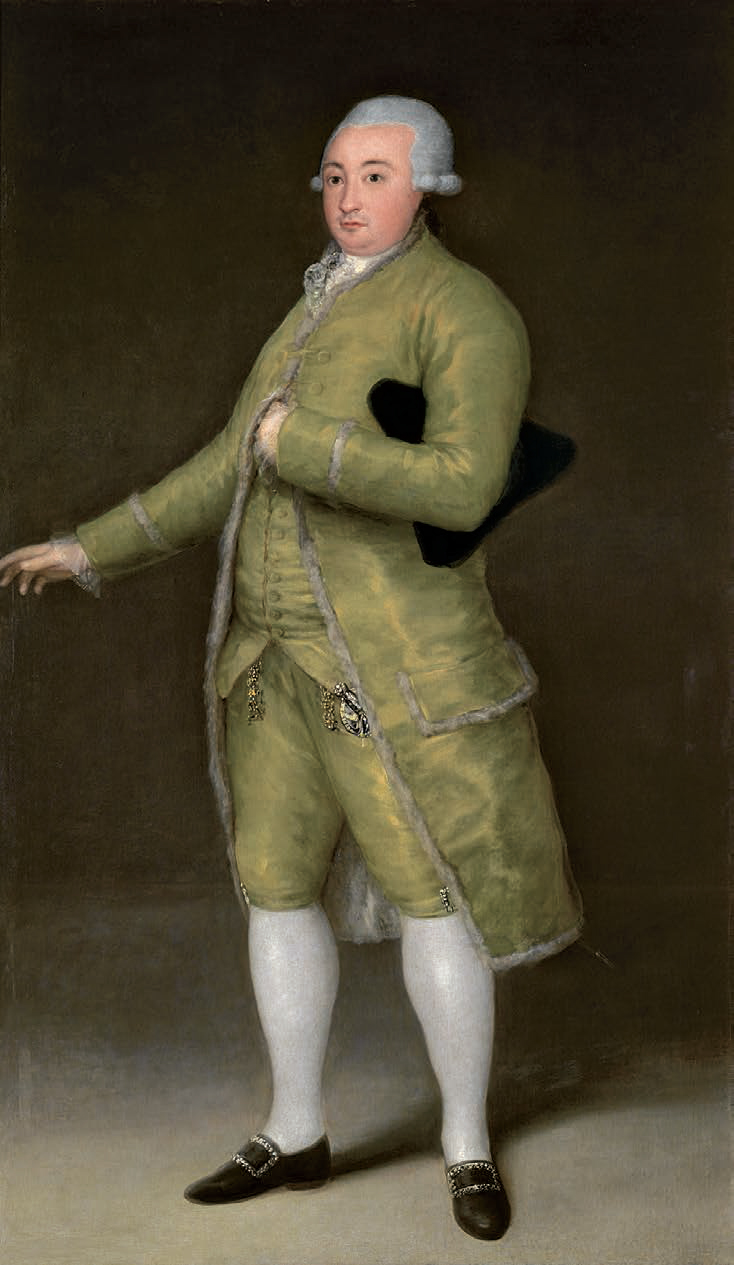
François Cabarrus, peint par Francisco de Goya en 1788.

### Fondation
François Cabarrus, directeur de la Compañía Guipuzcoana de Caracas, sur le point d'être dissoute, propose d'unir le commerce de l'Amérique avec celui de l'Asie par les Philippines en réunissant les droits de l'ancienne compagnie à la nouvelle. Son plan est adopté, et la Compagnie royale des Philippines est créée le 10 mars 1783 avant d'être institutionnalisée le 10 mars 1785 par une Real cédula de Charles III et est dirigée par François Cabarrus.
La finalité de la compagnie est de promouvoir le commerce direct entre les Philippines (alors colonie de l'Empire espagnol) et la métropole. La Real cédula prévoit également de fermer le port de Manille à tout navire étranger. Ainsi, seule la compagnie peut importer des marchandises du Mexique, de la Chine ou des Indes orientales, ainsi qu'acheminer du fret d'Extrême-Orient.

### Activité
Elle est fondée avec un fonds initial de 3 000 actions de 250 pesos chacune, participant à l'opération des entreprises financières espagnoles en train de naître. Plus tard, sa capitalisation est augmentée avec l'émission de bons. La compagnie s'enrichit rapidement — son capital est fin 1785 de 10 millions de pesos — et cherche à moderniser les capacités d'exportation de l'archipel ; elle prend le contrôle des autres compagnies et conserve la stratégie commerciale déjà en place en privilégiant la culture d'exportation : indigo, café, sucre, épices, coton.
La Compagnie royale des Philippines obtient le monopole du commerce et sert à maintenir une activité stable entre l'Asie et l'Espagne et renforce le rôle des Philippines dans sa région.
Les rois d’Espagne concluent, à l'effet de pourvoir des esclaves aux Indes orientales espagnoles, des contrats de asiento avec différentes compagnies, principalement portugaises et espagnoles. En 1713, l'Angleterre, sortie victorieuse de la guerre de Succession d'Espagne, obtient le monopole de ce commerce, mais le dernier asiento est contracté avec la Compagnie royale des Philippines en 1787. Les Noirs sont mesurés puis marqués au fer, jusqu’à l’interdiction de cette pratique en 1784.

### Monopole et déclin
Quand la compagnie grandit et commence à participer sur d'autres monopoles espagnols, cela réduit les droits de monopole aux autres compagnies de l'empire, ce qui crée des problèmes pour des compagnies de la concurrence avec qui ils opéraient sur des produits similaires avec l'Amérique. De plus graves conflits ont eu lieu avec les négociants de Manille et les Philippins eux-mêmes, qui utilisaient la route vers Acapulco pour ses propres activités ou avec le Royaume-Uni ; cette route faisait du commerce asiatique la première puissance commerciale mondiale,.
Ces problèmes ont provoqué une décadence progressive du projet à partir de 1794, pour finalement devenir pratiquement inopérant entre la fin du XVIIIe siècle et le début du XIXe siècle.

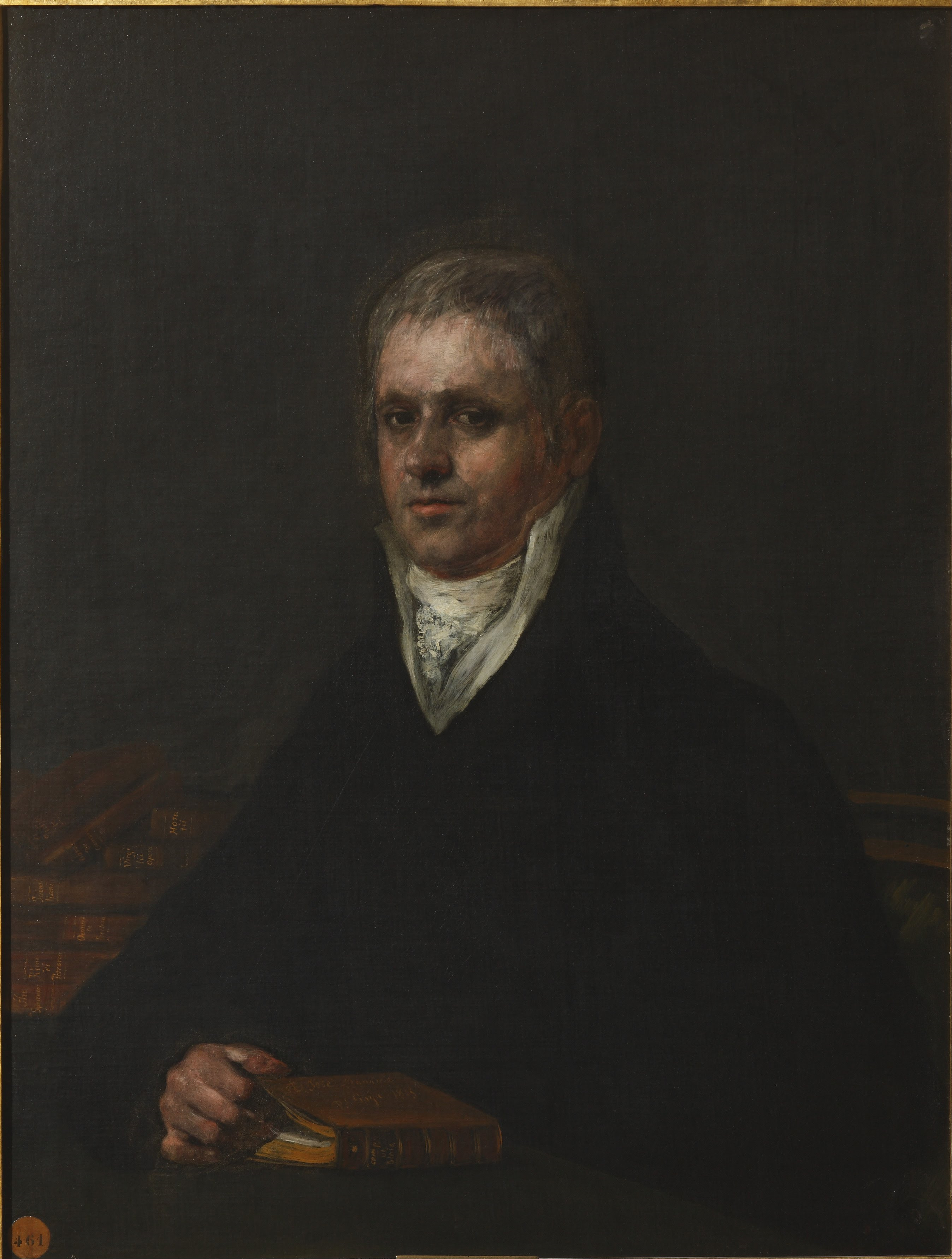
Portrait de José Luis Munárriz réalisé par Francisco de Goya en 1815.

L'écrivain José Luis Munárriz entre au service de la Compagnie en 1796, où il devient secrétaire puis directeur le 30 mars 1815.
Pendant la régence de Marie-Christine de Bourbon-Siciles pour sa fille Isabelle II d'Espagne, de 1833 à 1840, la compagnie est dissoute.

## La Junte des Philippines
Une réunion annuelle a lieu en mars de chaque année entre ses 51 membres de la compagnie ; José Luis Munárriz, directeur de la compagnie, commande à l'occasion de celle de 1815 une peinture à Francisco de Goya : La Junte des Philippines. L'œuvre est très sombre et reflète l'obscurantisme des idées de Ferdinand VII, de retour d'exil, à l'opposé des Lumières que soutenait le peintre.
La toile décrit ainsi le climat d'une économie espagnole ruinée par la Guerre d'indépendance espagnole et dont l'empire est en perdition. La Compagnie royale des Philippines est irrémédiablement endettée et inefficace. Le roi persécute les libéraux et les pousse à l'exil — ce que fera Goya en 1824, quand il part en France.

## Les îles de la Compagnie Royale
Un groupe d'îles, au sud de la Tasmanie, auraient été signalées en 1803 par un navire espagnol appartenant à la compagnie et nommées les îles de la Compagnie Royale d'après la Compagnie royale des Philippines. Il fallut plusieurs expéditions pour conclure à l’inexistence de ces îles fantômes. Elles sont restées visibles pendant plus d'un siècle dans les cartes de la région,.